# César Mayurí
César Manuel Mayurí Lara (Lima, 4 de septiembre de 1992) es un futbolista peruano. Juega como centrocampista ofensivo y su último equipo fue el Credicoop San Cristóbal.